# Конкордія-сулла-Секкія
Конкордія-сулла-Секкія (італ. Concordia sulla Secchia) — муніципалітет в Італії, у регіоні Емілія-Романья,  провінція Модена.
Конкордія-сулла-Секкія розташована на відстані близько 360 км на північ від Рима, 55 км на північний захід від Болоньї, 31 км на північ від Модени.
Населення — 8769 осіб (2014).
Щорічний фестиваль відбувається 25 січня. Покровитель — святий Павло Apostolo.

## Демографія
Населення за роками:

Станом на 1 січня 2023 року в муніципалітеті офіційно проживало 1216 іноземців з 43 країн, серед них 155 громадян країн Євросоюзу та 14 громадян України.

## Сусідні муніципалітети
- Мірандола
- Молья
- Нові-ді-Модена
- Куїстелло
- Сан-Джакомо-делле-Сеньяте
- Сан-Джованні-дель-Доссо
- Сан-Поссідоніо